# Sun Prairie
Sun Prairie è una città degli Stati Uniti d'America nella contea di Dane, sobborgo di Madison, capitale dello stato del Wisconsin.
Si estende su una superficie di 30,8 km² e secondo una stima del 2010 aveva 29.634 abitanti (952,9 per km²). È la città caratterizzata dalla sesta più rapida crescita della popolazione in tutto lo Stato, prima fra quelle sopra i 10.000 abitanti: fra il 2000 ed il 2006 è aumentata del 23,6%.